# Alexander Frederick Richmond Wollaston
Pour les articles homonymes, voir Wollaston.
Alexander Frederick Richmond « Sandy » Wollaston (1875 - 3 juin 1930) est un médecin, ornithologue, botaniste, alpiniste et explorateur britannique. Il reçoit de nombreuses distinctions et meurt assassiné par un étudiant à Cambridge.

## Biographie

### Jeunesse
Il étudie la médecine au King's College de Cambridge, est diplômé en 1896 et se retrouve nommé chirurgien en 1903. Pourtant, il déteste la profession de médecin et préfère passer sa vie dans l'exploration et l'histoire naturelle. Il voyage intensivement, visite la Laponie, les Dolomites, le Soudan et le Japon, et participe également à une expédition au Rwenzori, en Ouganda, en 1905.

### Expéditions
En 1910-1911, Wollaston participe à l'expédition de la British Ornithologists' Union dans la chaîne de Sudirman, en Nouvelle-Guinée néerlandaise. Le but principal est de gravir les plus hautes montagnes dans la partie occidentale de l'île et de collecter des spécimens biologiques et ethnologiques. Toutefois, l'expédition est un échec en grande partie en raison de l'opposition des autorités néerlandaises.
En 1912-1913, Wollaston dirige une seconde expédition, à son nom. Il réussit à parvenir à 150 mètres du sommet du Puncak Jaya, le plus haut d'Océanie avec 4 884 mètres d'altitude, sommet qui ne sera finalement vaincu qu'en 1962,. Une espèce de chauve-souris, Hipposideros wollastoni, est nommée en son honneur.
Une troisième expédition est planifiée mais tombe à l'eau en raison du déclenchement de la Première Guerre mondiale, durant laquelle il sert comme chirurgien au sein de la Royal Navy.
Wollaston prend ensuite part, en tant que médecin, ornithologue et botaniste, à la première expédition de reconnaissance du mont Everest en 1921. C'est à cette occasion qu'il découvre une nouvelle espèce de primevère, une fleur nommée en conséquence Primula wollastonii.

### Vie privée et reconnaissance
En 1923, il se marie à Mary « Polly » Meinertzhagen, la sœur de Richard Meinertzhagen, qui lui donne trois enfants.
Il est élu au sein d'un collège de la Royal Geographic Society en 1907 et reçoit la Gill Memorial en 1914, suivie par la RGS Patron’s Medal en 1925 pour ses expéditions en Afrique et en Nouvelle-Guinée. Il désigné Honorary Secretary of the RGS en 1928.
Wollaston est invité par John Maynard Keynes à devenir enseignant au King's College de Cambridge.

### Assassinat
Il est assassiné avec une arme à feu dans sa chambre à Cambridge par un étudiant dérangé, Douglas N. Potts, lequel tue également un officier de police avant de retourner l'arme contre lui, le 3 juin 1930,.

## Œuvre bibliographique
- 1908 - From Ruwenzori to the Congo: a Naturalist's Journey Across Africa, John Murray, Londres
- 1912 - Pygmies and Papuans: the Stone Age to-day in Dutch New Guinea, Smith, Elder & Co, Londres
- 1921 - Life of Alfred Newton, Professor of Comparative Anatomy Cambridge University, 1866-1907, John Murray, Londres